# Maria Markus
Mária (Maja) Markus (Markusová) je slovenská malířka. Narodila se v Prešově. Vystudovala Vysokou školu výtvarných umění v Bratislavě obor malba u prof. akad. malíře J. Bergera a design u prof. akad. sochaře F. Buriana. Dále studovala na Akademii krásných umění v Saint-Étienne, Francie. Nyní[kdy?] žije v Bratislavě.
Její díla jsou momentálně[kdy?] vystavena v prodejnách ARTISTICO Praha a Bratislava.

## Výstavy (výběr po roce 1996)
- Putovní výstava po krajinách Evropy – organizovaná Světovou organizací ICSID, 1996
- Výstava po Japonsku, 1997
- Keramika, Malba, Sklo, Galerie NAMI, Piešťany, 2000
- Výhra v konkurzu – DESIGNLABOR BREMERHAVEN, Německo, 2000
- Autorská výstava – Svetlo Duše, Galerie Národů, Komárno, 2001
- Mezinárodní výstava - Polsko, 2001
- Výstava – HOTEL DEVÍN, Bratislava, 2002 – 2003
- Výstava – Vienna kafe, Bratislava, 2004
- Výstava – APELLES Gallery, Bratislava, 2005
- Autorská výstava – Hotel Danube, Bratislava 2005
- Autorská výstava – Dům prodeje umění – ART HOUSE, Bratislava, 2006
- Autorská výstava – Galerie THOHA, Bratislava, leden 2007
- Autorská výstava – Galerie THOHA, Bratislava, říjen 2008
- Autorská výstava – Galerie THOHA, Bratislava, duben 2009
- Autorská výstava – Galerie FONTÁNA, Piešťany, listopad 2010